# 三宅本店
株式会社三宅本店（みやけほんてん）は、広島県呉市の酒造メーカー。「千福一杯いかがです」のCMで知られる千福（せんぷく）を醸造するメーカーであり千福醸造元株式会社 三宅本店とも呼称している。

## 沿革
- 1856年（安政3年） 創業。屋号を地名にちなみ「河内屋」と称す[3][4]。
  - 創業者は三宅清兵衛。以下歴代蔵元は清兵衛の名を襲名している。三宅家は元々広島藩士であったという[5]。
  - 当初は味醂・焼酎・白酒を製造していた[3][5]。
- 1902年（明治22年）清酒醸造に着手する[3][4]。
  - この時代、呉には清酒醸造を営んでいたのは5軒だけだった。この年に呉市が市制施行、翌1903年大日本帝国海軍呉海軍工廠が開設されることを受け、酒販売量の大幅増が見込めたため醸造に着手した[5]。
  - 杜氏や蔵人は三浦仙三郎の流れをくむ三津（安芸津）から選抜した[5]。
- 1906年（明治39年）　竹原の酒造家から蔵を2棟買い取り改修し、5号蔵として用いる。これが現在「明治庫」と呼ばれる[6]。
- 1916年（大正3年） 「千福」商標登録[3]。
  - 海軍に軍用酒を卸すことになるが[7]、卸す前に海軍によって高温下での品質変化チェックが行われている。その方法は赤道直下を何度も航海する練習艦に200日間以上酒を載せて品質が変わらないか調べるもので、「呉鶴」は浅間や生駒、「千福」は出雲の航海に乗せられたが品質に変化はなく合格している[3][8]。これにより「千福」は全国の鎮守府に卸されることになり蔵は大きく発展した[3][4]。
- 1923年（大正12年）　「千福」が全国新酒鑑評会で優等第一位受賞[5]。
- 1924年（大正13年） 前年の「千福」の評価を受け拡大路線に踏み切り、全国に先駆け四季醸造「大正庫」竣工[3][5][6]。
- 1925年（大正14年） 「合名会社三宅清兵衛商店」設立[3]。
- 1928年（昭和3年）　「千福」ブランドへの統一が始まる[3]。
- 1933年（昭和8年）　満州奉天市に「満州千福醸造」開業。ここでは合成酒や倍増酒醸造を手がけていた[3][5]。
  - 時期は不明だが、青島市に「青島千福醸造」も開業している[9]。

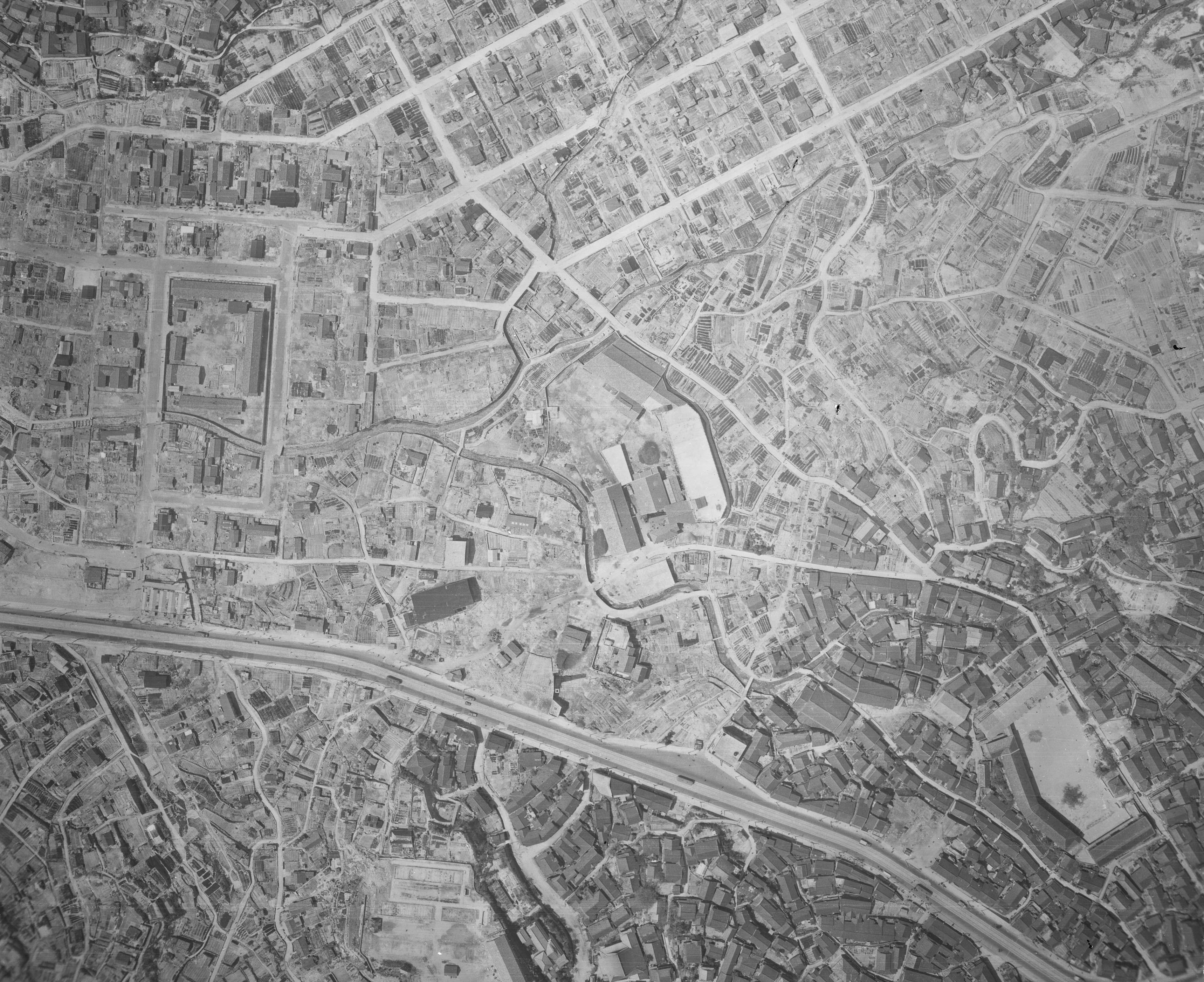
1947年米軍撮影。下側の道が本通り（現県道174号）、中央を流れる川が吾妻川。ちょうどこの付近が空襲による全焼被害の境目であったことがわかる。大きな煙突の影が2つ確認できるが、本通り側のものが千福の大煙突さんとして親しまれたものである。これは1978年（昭和53年）に解体された。吾妻川の上側の煙突が現存する煙突。

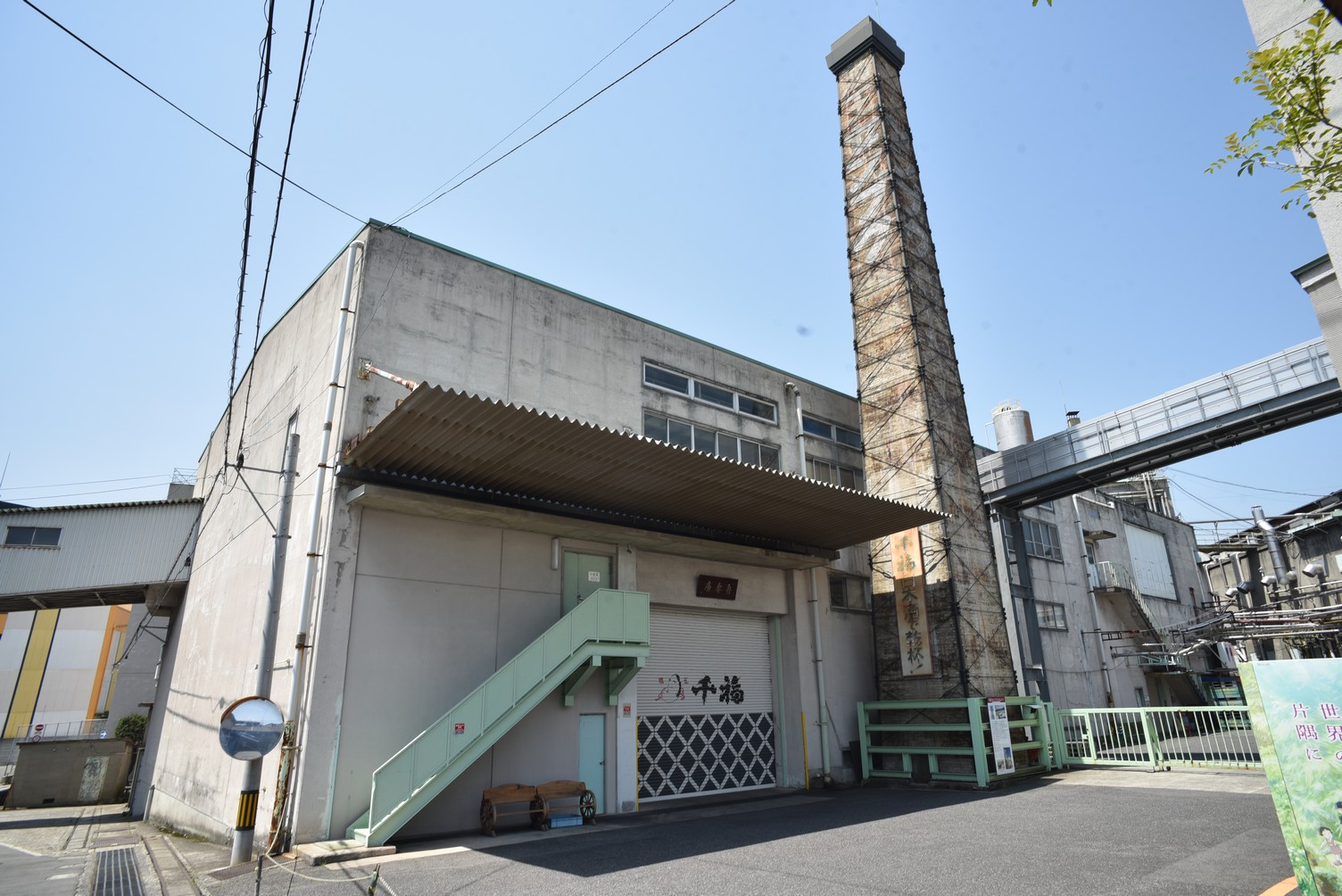
現存する煙突

- 1939年（昭和14年） 株式会社に改組、「株式会社三宅本店」設立[3]。
- 1941年（昭和16年）　醸造量日本一になる[7]。
- 1945年（昭和20年）
  - 呉軍港空襲で全社屋焼失[3][4][5]。明治庫と大正庫の一部のみ焼失から免れた[3][5]。こうの史代『この世界の片隅に』に登場する焼け野原となった呉にひときわ目立つ煙突はここのものである[10]。
  - 終戦。満州千福醸造はソビエト連邦に接収される[3][5]。戦後の混乱により経営的に落ち込む[5]。
- 1946年（昭和21年）　三宅家の本邸がイギリス連邦占領軍に接収される[3]。同年、明治庫と大正庫を修復、新しく「昭和庫」竣工[6]。
- 1947年（昭和22年）　一時的に酒粕を使った漬物を製造[3]。同年三倍増醸清酒認可、経営的に立て直るきっかけとなる[5]。
- 1953年（昭和28年）　呉宝庫竣工[5]。池田勇人が名付けた[3]。
- 1959年（昭和34年） 壜詰工場オートメーション化[3][5]。
- 1970年（昭和45年） 「千福一杯いかがです」のコマーシャルソング開始[3]。
- 1988年（昭和63年）　吾妻庫竣工[3][7]。
- 1997年（平成9年）　明治庫を閉鎖[6]。
- 2001年（平成13年）　芸予地震により5つあった蔵のうち3つが被災[6][7]。
  - これを機に呉宝庫を再整備し、従来の吾妻庫とあわせ2蔵体制に統合する[7]。
  - 大正庫は取り壊され、外装に用いていた白レンガのモニュメントとしてのみ残る[6]。
  - 昭和庫は酒工房せせらぎのホールとしてリノベーションしている[6]。
- 2009年（平成21年）　明治庫と赤レンガ煙突が近代化産業遺産「瀬戸内海沿岸の気候風土に育まれた製塩業・醸造業の近代化の歩みを物語る近代化産業遺産群」の呉の日本酒醸造関連遺産として認定される[11]。
- 2024年 -2021年9月13日、ウイスキーの製造・販売に乗り出すことを発表。約1億円を投じて蒸留器や熟成用のたるをそろえ、2024年に出荷を始める[12]。

## 主な銘柄

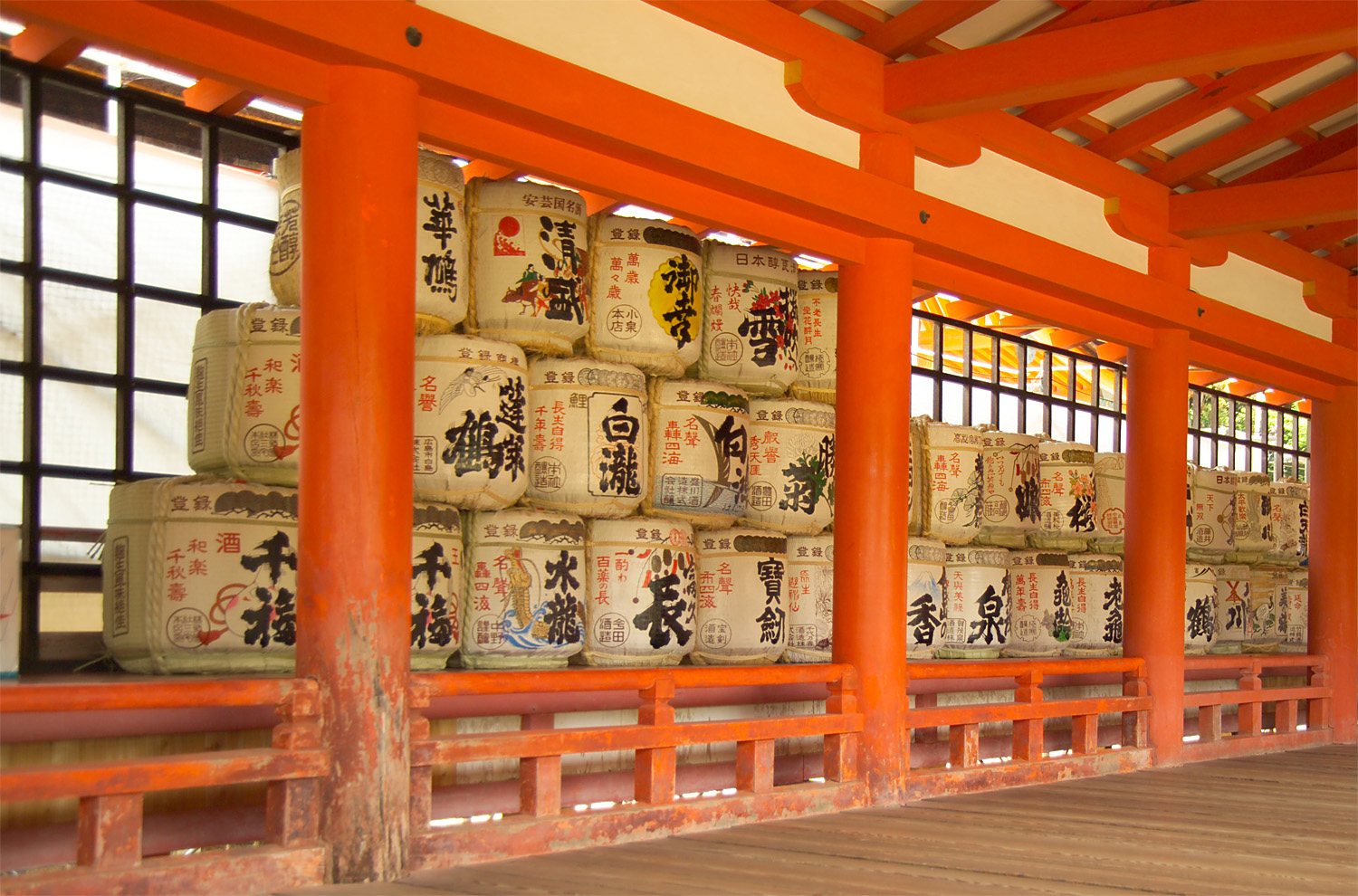
厳島神社に奉納された酒樽。手前に千福が見える。

- 「千福」 - 内助の功を称えるとして初代清兵衛の母・フクと妻・チト（千登）の名をとって名付けられた[5][13]。
  - 千福大吟醸酒　王者[13]
  - 千福純米大吟醸酒　蔵[13]
  - 千福吟醸酒　宮島絵巻[13]
  - ほか、吟醸酒・本醸造酒・普通酒にも千福を冠したものがある[13]。
- 「呉鶴」
- 「蔵香り」
- 「神力生もと」
- 大長レモンのお酒シリーズ - 地元呉の大崎下島で生産される大長レモンを用いたリキュール。

仕込み水は中軟水、灰ヶ峰の伏流水で敷地内にある井戸から汲み上げている。酒米は八反錦・千本錦・山田錦などの地元広島のものを用いている。
旧海軍経験者の中には軍用酒であった千福で酒を覚えたものもいることや、ダークダックスが歌うCMの知名度もあり、日本各地に千福の愛飲者がいる。千福の愛飲者でつくる親睦団体「福の会」は各地に置いている。2016年映画『この世界の片隅に』では三宅本店は制作に協力しており、その限定ラベルの千福も数量限定で販売している。
一般に千福が有名であるがそれ以外の銘柄も発売している。戦前には軍用酒を作っていた関係から「海軍海洋一」「廠の友」「国防」「海防」など国粋主義を表した銘柄も存在していた。現在販売する約9割が大衆酒。かつては旧海軍との取引で販路は拡大し灘・伏見の有名メーカーと競うように醸造量を増やしていたが、現在では千福ブランドの再構築と時代のニーズに合わせ地域密着型へ転換している。

## スポンサー

### CMソング
きっかけは1959年（昭和34年）東京福の会において四代目清兵衛とサトウハチローが出会い旧知の仲となり四代目がコマーシャルソングを依頼したことから。当時灘や伏見の蔵元もCMを打ち全国展開を目指していた頃で、三宅本店もこれに続いたわけである。これにサトウハチローが生み出し1970年（昭和45年）から始めたのが「千福一杯いかがです」のフレーズで有名になったCMである。
正式曲名『グラスをのぞくフラミンゴ』、作詞サトウハチロー、作曲いずみたく。最初は佐良直美の歌唱で、1974年（昭和49年）からダークダックスに替わった。当初は別な歌で佐良直美が歌い、イメージキャラクターにもなっていた。なお四代目とダークダックス佐々木行は慶應義塾大学の同期 でもあった。
最寄りの広電バス・呉本通り7丁目バス停の車内案内放送でも「千福一杯〜」のフレーズが案内される。

### 提供
- 中国放送 - 広島県のテレビ・ラジオ兼営局。千福のスポットCMを最も多く放送している。
- RKBニュースワイド - RKB毎日放送テレビの報道番組。長年スポンサーを担当していた。
- 関西テレビ制作・水曜夜10時枠の連続ドラマ - 関西テレビ製作・フジテレビ系全国ネットの筆頭スポンサー。1973年10月から1975年2月まで。
- 1975年から1978年には、阪急西宮球場開催分の日本シリーズ中継（全て関西テレビ製作・フジテレビ系全国ネット）の全試合の提供スポンサーにつき、イニングの合間等に前述のCMソング使用のCMが流された（但し3番の歌詞であり、「センプクと白くま」と改題されている）。
  - 1975年の日本シリーズ（阪急VS広島）
  - 1976年の日本シリーズ（阪急VS巨人）
  - 1977年の日本シリーズ（阪急VS巨人）
  - 1978年の日本シリーズ（阪急VSヤクルト）

## 事業所
本社・工場
広島県呉市本通七丁目9番10号
本社敷地内には見学コース付工場「酒工房せせらぎ」やアンテナショップ「ギャラリー三宅屋商店」が備わっている。

## 関連会社
- 三宅産業株式会社
- 株式会社三宅企画